# Военно-морские силы Израиля

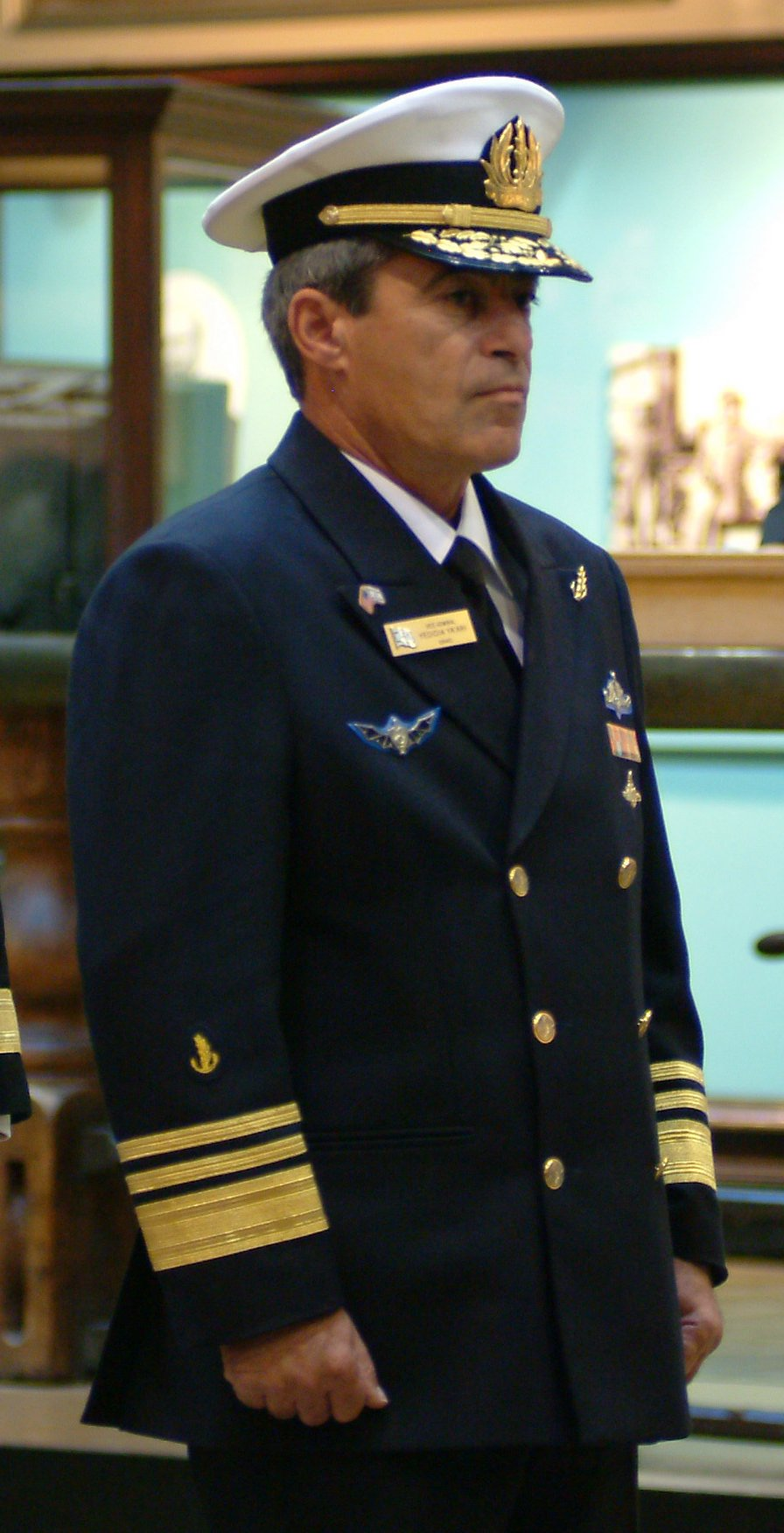
Командующий ВМС Израиля (2000—2004) вице-адмирал Йедидья Яари

Военно-морские силы Израиля (ивр. חיל הים‎ Хейль ха-ям) — военно-морские силы в составе Армии обороны Израиля. Включают в себя флотилию ракетных катеров — Шайетет 3, флотилию подводных лодок, три эскадры сторожевых катеров, разведывательно-диверсионную часть — Шайетет 13 и подразделения обеспечения.
Командующий ВМС Израиля подчиняется напрямую Начальнику Генерального штаба Армии обороны Израиля.

## История
ВМС Израиля были созданы при образовании государства Израиль на основе Морской службы Хаганы («Шерут Ями»).
Морская служба была образована 17 марта 1948 года, в неё влилась большая часть Морской роты Пальмаха (Пальям), которая к этому времени насчитывала около 400 человек. В ходе войны за независимость Израиля спецназом ВМС был потоплен флагман ВМС Египта шлюп «Эль-Амир Фарук».

### Суэцкий кризис
Во время Суэцкого кризиса совместными усилиями израильских и французских кораблей и израильской авиации был повреждён и захвачен неподалёку от побережья Хайфы египетский эсминец «Ибрагим эль-Аваль».

### Межвоенный период
15 августа 1966 года произошло сражение между израильтянами и сирийцами на акватории Тивериадского озера. В результате боя затонул один израильский патрульный катер.

### Шестидневная война
В ходе Шестидневной войны не происходило крупных морских сражений.
В ночь с 5 на 6 июня отряд израильских кораблей с эсминцем «Яффо» огнём 20-мм пушек повредил два египетских ракетных катера «Оса» около гавани Порт-Саида, повреждённые катера скрылись в укреплённой гавани не сделав ни одного выстрела. Этим была исключена возможность ракетной атаки Тель-Авива..
Израильские водолазы-диверсанты были посланы в гавани Порт-Саида и Александрии, но не смогли повредить ни одного корабля. 6 израильских водолазов были схвачены в Александрии и попали в плен.
8 июня 1967 года было атаковано израильскими самолётами и торпедными катерами судно ВМС США «Либерти», занимавшееся радиоэлектронной разведкой у берегов Синайского полуострова (как утверждается [кем?] — «без опознавательных знаков», вследствие чего было «ошибочно идентифицировано») и вошедшее в зону военных действий.

### Война на истощение
Во время «Войны на истощение» произошло первое в истории успешное применение противокорабельных ракет. Ночью с 11 на 12 июля 1967 года израильский эсминец «Эйлат» и два торпедных катера потопили два египетских торпедных катера. 21 октября 1967 года эсминец «Эйлат» был потоплен залпом ракет П-15 «Термит» по утверждениям израильтян с одного египетского ракетного катера типа «Комар» по личному распоряжению президента Египта Гамаля Абдель Насера.

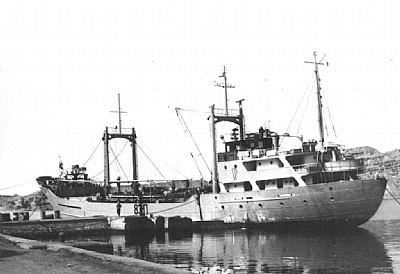
Корабль ВМС Израиля «Бат Галим». В феврале 1970 года он был потоплен боевыми пловцами Египта. Позже, при неудачной попытке его восстановления погиб один израильский пловец

Египетские боевые пловцы в порту Эйлат в ночь с 15 на 16 ноября 1969 подорвали 3 израильских транспортных корабля.
В ночь с 4 на 5 февраля 1970 года было подорвано ещё два израильских корабля. Первым кораблём был крупнейший в ВМС Израиля танкодесантный корабль INS Bat Sheva (водоизмещение 900/1150 тонн), вторым был INS Bat Galim. В результате спецоперации оба корабля затонули, при этом «Бат Шева» был позже поднят. Также были попытки поднять и «Бат Галим», однако все они оказались неудачными. При этом в результате ещё одного взрыва на «Бат Галиме» погиб израильский боевой пловец Ави Шахак, ещё трое были ранены.

### Другие события 1967—1973
В январе 1968 по неустановленной причине затонула во время перехода из Англии к месту базирования в Хайфу новая подводная лодка ВМС «Дакар».
После наложенного Францией запрета на поставку оружия в Израиль, возникли трудности с поставкой ранее заказанных ВМС Израиля на верфи в Шербуре торпедных катеров.
4 января 1969 года израильские экипажи трёх построенных катеров «подняли израильские военно-морские флаги и беспрепятственно вышли в море. Назад они уже не вернулись»; в ночь с 24 на 25 декабря 1969 года израильтяне провели операцию «Ноев Ковчег», угнав в Израиль последние из ранее оплаченных 5 торпедных катеров «Ягуар».

### Война Судного дня

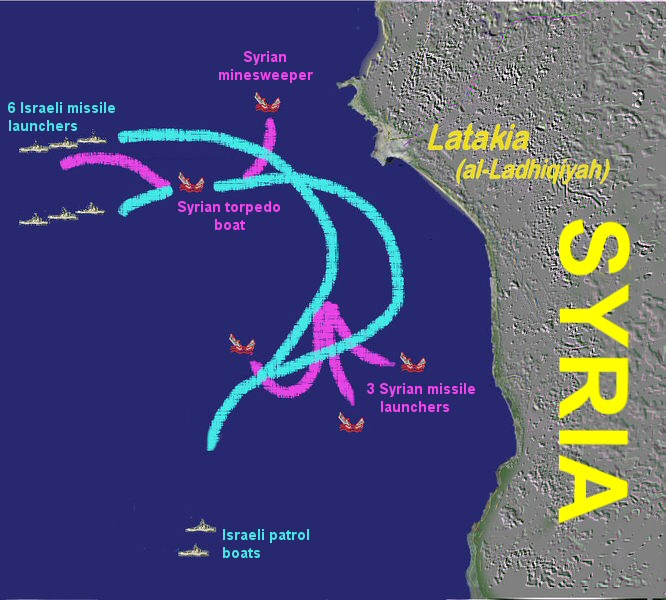
Диаграмма битвы при Латакии

Во время войны Судного дня произошел Морской бой при Латакии — сравнительно небольшое, но во многом революционное морское сражение. Это было первое в мире сражение между ракетными катерами, оснащёнными противокорабельными ракетами. Результатом боя стала победа израильского флота (были уничтожены 3 ракетных катера, 1 торпедный катер и 1 тральщик без потерь со стороны израильтян)..
Бой у Латакии показал состоятельность такого вида оружия, как небольшие ракетные катера, оснащённые средствами радиоэлектронной защиты. Возрос престиж долгое время считавшихся «тёмной лошадкой» израильской армии ВМС Израиля, и было показано их значение как независимой и эффективной силы.
Впоследствии сирийский и египетский флоты в течение всей войны не покидали своих средиземноморских баз, оставив таким образом израильские морские коммуникации открытыми.
В районе египетского порта Порт-Саид 8 — 9 октября 1973 года состоялся морской бой при Дамиетте, шесть израильских ракетных катеров атаковали четыре египетских ракетных катера, уничтожив два из них.
В ночь с 11 на 12 октября израильские ракетные катера атаковали порт Тартус, потопив два сирийских ракетных катера класса «Комар», в ходе атаки был ошибочно обстрелян и позднее затонул советский теплоход «Илья Мечников».
Несколько раз за время войны израильский флот при участии коммандос 13-й флотилии предпринимал небольшие рейды по египетским портам, целью рейдов было уничтожение лодок, используемых египтянами для переброски собственных коммандос в тыл Израиля. В целом, эти действия имели небольшой эффект и мало отразились на ходе войны.
Попытки прорыва израильским флотом египетской блокады Красного моря оказались малоуспешными, Израиль не обладал на Красном море необходимым для прорыва количеством ракетных катеров.
Египтяне проводили минирование транспортных путей израильского флота. 25 октября, в первый день после объявления перемирия, на мине подорвался израильский танкер Sirius (водоизмещение 42 тыс. тонн) и затонул. Это самое большое судно, потопленное в ходе арабо-израильских войн. 10 ноября в районе Ат-Тур на египетской мине подорвался танкер The Cyrenia (водоизмещение 2 тыс. тонн), корабль остался на плаву.
Несколько израильских сторожевых катеров «Дабур» выходили из строя от египетского огня, ещё двум ракетным катерам «Саар» потребовался ремонт так как они сели на мель. Потери личного состава ВМФ Израиля в войне составили 4 моряка убитыми и 24 ранеными.
По данным WSEG (Weapons Systems Evaluation Group) Израиль в ходе войны Судного дня безвозвратно не потерял ни одного боевого корабля или катера. В то же время в отчёте ЦРУ на 16 октября говорится о потере четырёх израильских кораблей.

### Ливанская война
Во время ливанской войны 1982 года основной деятельностью ВМС Израиля была высадка войск на побережье и их последующая поддержка.

### XXI век
В 2000-е и 2010-е годы наиболее известными операциями ВМС Израиля были перехваты грузов оружия — Карин А, операция «Четыре вида», Виктория (контейнеровоз), Операция «Полное разоблачение». В 2010 году при перехвате пытавшегося прорвать морскую блокаду сектора Газы пассажирского корабля «Мави Мармара» было убито 9 пассажиров[кого?]; инцидент вызвал широкую международную реакцию и ожесточённые споры о законности и правомерности предпринятых Израилем и организаторами флотилии действий.
Во время второй ливанской войны 2006 года, 16 июля в корвет «Ханит», принимавшем участие в израильской блокаде ливанских портов, боевиками организации «Хезболла» была выпущена противокорабельная ракета C-802. Погибли четверо членов команды, корабль вышел из строя на месяц.

## Основные сведения
На ВМС Израиля возлагаются следующие основные задачи:
- охрана и оборона побережья, военно-морских баз (ВМБ) и морских портов страны;
- охрана морских коммуникаций в восточной части Средиземного моря;
- ведение (как самостоятельно, так и во взаимодействии с ВВС) активных боевых действий против кораблей ВМС противника, нарушение его морских коммуникаций;
- оказание поддержки сухопутным войскам, действующим на приморских направлениях;
- осуществление блокады морского побережья противника.

Офицеры для корабельной службы готовятся в Израильской военно-морской академии, расположенной в городе Хайфа. Срок обучения 2 года.

## Организационный состав

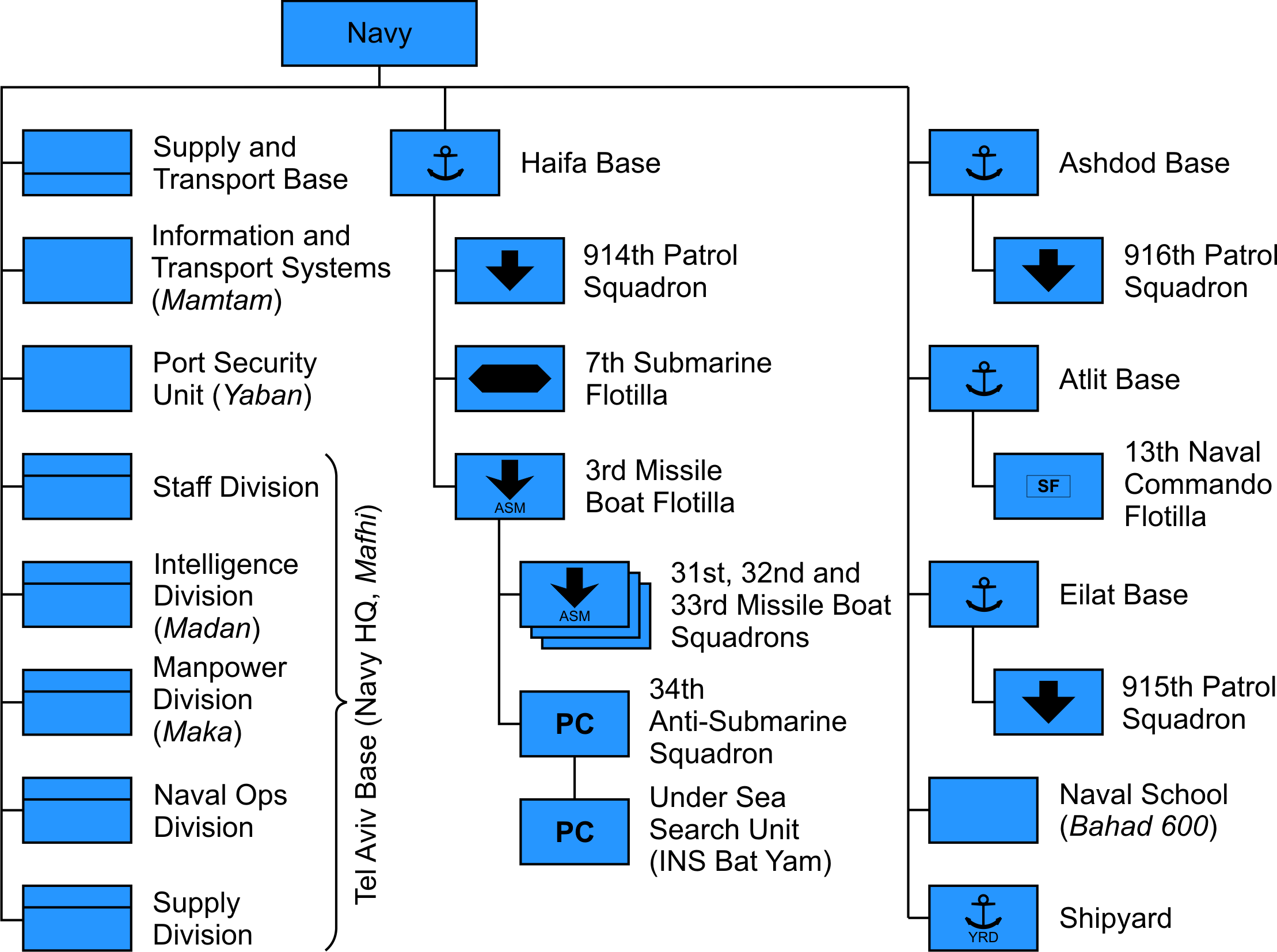
Структура Военно-морских сил Израиля

### Администрация
Во главе ВМС Израиля стоит Командующий (сокращённо מח"י ма́хи) в звании вице-адмирала (алуф).
В состав административного командования, подчинённого Командующему, входят пять управлений (ивр. מספן‎, миспа́н). Управления, в свою очередь, делятся на департаменты (ивр. מחלקה‎, махлака́), департаменты — на отделения (ивр. ענף‎, ана́ф — дословно «ветвь»), отделения — на секции (ивр. מדור‎, мадо́р).

### Перечень управлений
- Управление штаба (ивр. מספן המטה‎, миспа́н ха-мате́; сокращённо רמ"ט рама́т) — занимается вопросами строительства (наращивания боевой мощи и боевой подготовки) военно-морских сил и координирует совместную деятельность управлений ВМС. Глава управления, офицер в звании контр-адмирала, является заместителем Командующего ВМС.

В прямом подчинении Управлению штаба находится, помимо прочего, Подразделение морского контроля (ивр. יחידת השליטה הימית‎, йехида́т ха-шлита́ ха-ями́т; сокращённо יש"י), координирующая совместную деятельность подразделений ВМС.
- Управление морских операций (ивр. מספן הים‎, миспа́н ха-ям) — занимается, помимо прочего, вопросами оперативного применения военно-морских сил, развитием военно-морской тактики, проведением учений. Командует Управлением глава Управления (сокращённо רמי"ם рамья́м), офицер в звании контр-адмирала.
- Разведывательное управление ВМС Израиля (ивр. מספן המודיעין‎, миспа́н ха-модии́н; сокращённо מד"ן мада́н) — обеспечивает разведданные и разведсводки для деятельности ВМС. Профессионально подчиняется Управлению разведки Генштаба армии. Командует Управлением глава Управления (сокращённо רמד"ן рамда́н), офицер в звании контр-адмирала.
- Управление материально-технического обеспечения[ивр.] (ивр. מספן הציוד‎, миспа́н ха-цию́д; сокращённо מצ"ד маца́д) — занимается вопросами разработки технологий, технического обслуживания и логистики. Командует Управлением глава Управления (сокращённо רמצ"ד рамца́д), офицер в звании контр-адмирала.
- Управление кадров (ивр. מספן כוח האדם‎, миспа́н ко́ах ха-ада́м; сокращённо מכ"א ма́ка) — занимается управлением персоналом ВМС. Командует Управлением глава Управления (сокращённо רמכ"א ра́мка), офицер в звании капитана 1-го ранга.

### Подразделения центрального подчинения
Помимо управлений штаба, в прямом подчинении Командующему ВМС находятся следующие подразделения:
- Учебно-тренировочная база ВМС Израиля (ивр. בה"ד 600‎, ба́hад шеш мео́т) — центральная тренировочная база ВМС в Хайфе, на которой действуют все тренировочные программы и курсы ВМС, за исключением подготовки бойцов «Шайетет 13»;
- 13-я флотилия («Шайетет 13») (ивр. שייטת 13‎, шайе́тет шло́ш-эсре́) — подразделение особого назначения;
- База материально-технического снабжения (ивр. בסיס ציוד ותספוקת‎, бсис цию́д ве-тиспо́кет; сокращённо בצ"ת баца́т);
- Верфь ВМС (ивр. מספנת חיל הים‎, миспе́нет хейль ха-ям);
- Подразделение информационных технологий, процессов и компьютеризации (ивр. מערכות מידע תהליכים ומחשוב‎, маархо́т мейда́ таhалихи́м ве-михшу́в; сокращённо ממת"ם мамта́м).

### Подразделения в подчинении военно-морских баз
В составе ВМС Израиля три военно-морские базы:
- Военно-морская база Хайфа. В подчинении базе находятся, помимо прочего:

 — 3-я флотилия — (ивр. שייטת 3‎, шайе́тет шало́ш) — флотилия ракетных катеров;
 — 7-я флотилия — (ивр. שייטת 7‎, шайе́тет ше́ва) — флотилия подводных лодок;
 — Подразделение подводных (водолазных) заданий (ивр. יחידה למשימות תת-מימיות‎, йехида́ ли-мсимо́т тат-меймийо́т ; сокращённо ילת"ם ялта́м);
 — 914-я сторожевая эскадра (ивр. פלגה 914‎).
- Военно-морская база Эйлат. В подчинении базе находится, помимо прочего, 915-я сторожевая эскадра (ивр. פלגה 915‎).
- Военно-морская база Ашдод. В подчинении базе находится, помимо прочего, 916-я сторожевая эскадра (ивр. פלגה 916‎).

Дополнительно в ВМС действуют:
 — Подразделение подводного обнаружения (ивр. יחידת האיתור התת-מימית‎, йехида́т ха-иту́р ха-тат-мейми́т) — состоит в подчинении 3-й флотилии;
 — Подразделение обеспечения портовой безопасности (Подразделение «Снапир», дословно «Плавник») (ивр. יחידת סנפיר‎, йехида́т снапи́р) — состоит в подчинении сторожевым эскадрам.

## Пункты базирования
Военно-морские силы Израиля имеет три военно-морских базы:
- ВМБ Хайфа
- ВМБ Ашдод
- ВМБ Эйлат

и следующие пункты базирования:
- ПБ Акко
- ПБ Атлит
- ПБ Ашкелон

## Боевой состав

### Флот
| Тип                                                  | Изображение     | Бортовой номер  | Наименование                                                          | Страна постройки | В составе флота                          | Состояние                                                                     | Примечания      |
| Подводные лодки                                      | Подводные лодки | Подводные лодки | Подводные лодки                                                       | Подводные лодки  | Подводные лодки                          | Подводные лодки                                                               | Подводные лодки |
| ---------------------------------------------------- | --------------- | --------------- | --------------------------------------------------------------------- | ---------------- | ---------------------------------------- | ----------------------------------------------------------------------------- | --------------- |
| подводная лодка типа «Дольфин»                       |                 | нет данных      | АХИ «Дольфин»                                                         | Германия         | с 30 июля 1999 года                      | в строю                                                                       |                 |
| подводная лодка типа «Дольфин»                       | нет данных      | АХИ «Ливьятан»  | с 15 ноября 1999 года                                                 | Германия         | в строю                                  |                                                                               |                 |
| подводная лодка типа «Дольфин»                       | нет данных      | АХИ «Ткума»     | с 25 июля 2000 года                                                   | Германия         | в строю                                  |                                                                               |                 |
| подводная лодка типа «Дольфин 2»                     |                 | нет данных      | АХИ «Танин»                                                           | Германия         | с 7 сентября 2014 года                   | в строю                                                                       |                 |
| подводная лодка типа «Дольфин 2»                     | нет данных      | АХИ «Рахав»     | с 12 января 2016 года                                                 | Германия         | в строю                                  |                                                                               |                 |
| Корветы                                              |                 |                 |                                                                       |                  |                                          |                                                                               |                 |
| корвет типа «Саар 5»                                 |                 | 501             | АХИ «Эйлат»                                                           | США              | с 24 мая 1994 года                       | в строю                                                                       |                 |
| корвет типа «Саар 5»                                 | 502             | АХИ «Лахав»     | с 23 сентября 1994 года                                               | США              | в строю                                  |                                                                               |                 |
| корвет типа «Саар 5»                                 | 503             | АХИ «Ханит»     | с 7 февраля 1995 года                                                 | США              | в строю                                  |                                                                               |                 |
| корвет типа «Саар 6»                                 |                 |                 | АХИ «Маген»                                                           | Германия         | Передан ВМС Израиля 11 ноября 2020 года. | в строю                                                                       |                 |
| корвет типа «Саар 6»                                 |                 | АХИ «Оз»        | Спущен на воду 24 августа 2019 года. Получен ВМС Израиля в 2021 году. | Германия         | в строю                                  |                                                                               |                 |
| корвет типа «Саар 6»                                 |                 | АХИ «Ацмаут»    | Спущен на воду в 2019 году. Получен ВМС Израиля в 2021 году.          | Германия         | в строю                                  |                                                                               |                 |
| корвет типа «Саар 6»                                 |                 | АХИ «Ницахон»   | Спущен на воду в 2019 году. Получен ВМС Израиля в 2021 году.          | Германия         | в строю                                  |                                                                               |                 |
| Ракетные катера                                      |                 |                 |                                                                       |                  |                                          |                                                                               |                 |
| ракетный катер типа «Саар-4,5»                       |                 | нет данных      | АХИ «Ромах»                                                           | Израиль          | с октября 1981 года                      | в строю                                                                       |                 |
| ракетный катер типа «Саар-4,5»                       | нет данных      | АХИ «Кешет»     | с ноября 1982 года                                                    | Израиль          | в строю                                  |                                                                               |                 |
| ракетный катер типа «Саар-4,5»                       | нет данных      | АХИ «Хец»       | с февраля 1991 года                                                   | Израиль          | в строю                                  |                                                                               |                 |
| ракетный катер типа «Саар-4,5»                       | нет данных      | АХИ «Кидон»     | с 7 февраля 1994 года                                                 | Израиль          | в строю                                  | Был построен в 1974 г. как ракетный катер типа «Саар-4», перестроен в 1994 г. |                 |
| ракетный катер типа «Саар-4,5»                       | нет данных      | АХИ «Таршиш»    | с июня 1995 года                                                      | Израиль          | в строю                                  | Был построен в 1975 г. как ракетный катер типа «Саар-4», перестроен в 1995 г. |                 |
| ракетный катер типа «Саар-4,5»                       | нет данных      | АХИ «Яффо»      | с 1 июля 1998 года                                                    | Израиль          | в строю                                  | Был построен в 1975 г. как ракетный катер типа «Саар-4», перестроен в 1998 г. |                 |
| ракетный катер типа «Саар-4,5»                       | нет данных      | АХИ «Херев»     | с 8 мая 2002 года                                                     | Израиль          | в строю                                  |                                                                               |                 |
| ракетный катер типа «Саар-4,5»                       | нет данных      | АХИ «Суфа»      | с 24 мая 2003 года                                                    | Израиль          | в строю                                  |                                                                               |                 |
| Сторожевые катера                                    |                 |                 |                                                                       |                  |                                          |                                                                               |                 |
| Тип                                                  | Изображение     | Количество      | Номера                                                                | Страна постройки | В составе флота                          | Состояние                                                                     | Примечания      |
| сторожевые катера типа «Супер Двора» Mk I            |                 | 9 единиц        | нет данных                                                            | Израиль          | нет данных                               | в строю                                                                       |                 |
| сторожевые катера типа «Супер Двора» Mk II           |                 | 4 единиц        | нет данных                                                            | Израиль          | нет данных                               | в строю                                                                       |                 |
| сторожевые катера типа «Супер Двора» Mk III          |                 | 13 единиц       | нет данных                                                            | Израиль          | нет данных                               | в строю                                                                       |                 |
| сторожевые катера типа «Шальдаг»                     |                 | 5 единиц        | нет данных                                                            | Израиль          | нет данных                               | в строю                                                                       |                 |
| сторожевые катера типа «Нахшоль»                     |                 | 3 единицы       | нет данных                                                            | Израиль          | нет данных                               | в строю                                                                       |                 |
| сторожевые катера типа «Defender»                    |                 | нет данных      | нет данных                                                            | США              | нет данных                               | в строю                                                                       |                 |
| дистанционно управляемые катера типа «Protector USV» |                 | нет данных      | нет данных                                                            | Израиль          | нет данных                               | в строю                                                                       |                 |

- 3 МДК типа «Манта»[35]
- многоцелевое судно обеспечения АХИ «Бат-Ям» (бывшее немецкое судно Y865 Kalkgrund типа Stollergrund)[35]

#### Корабли ВМС Израиля

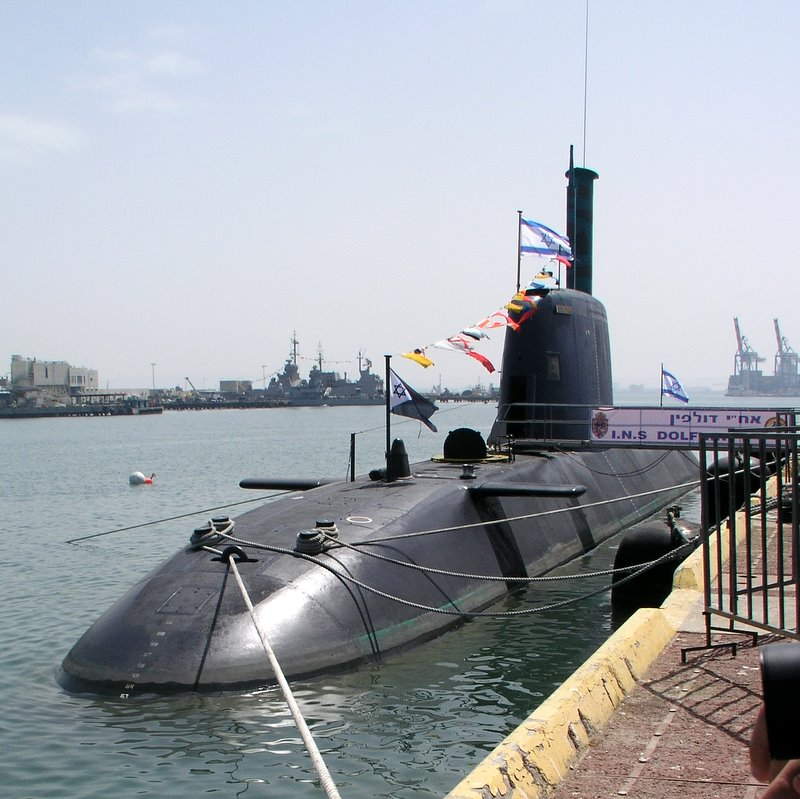
подводная лодка типа «Дольфин» АХИ «Дольфин»

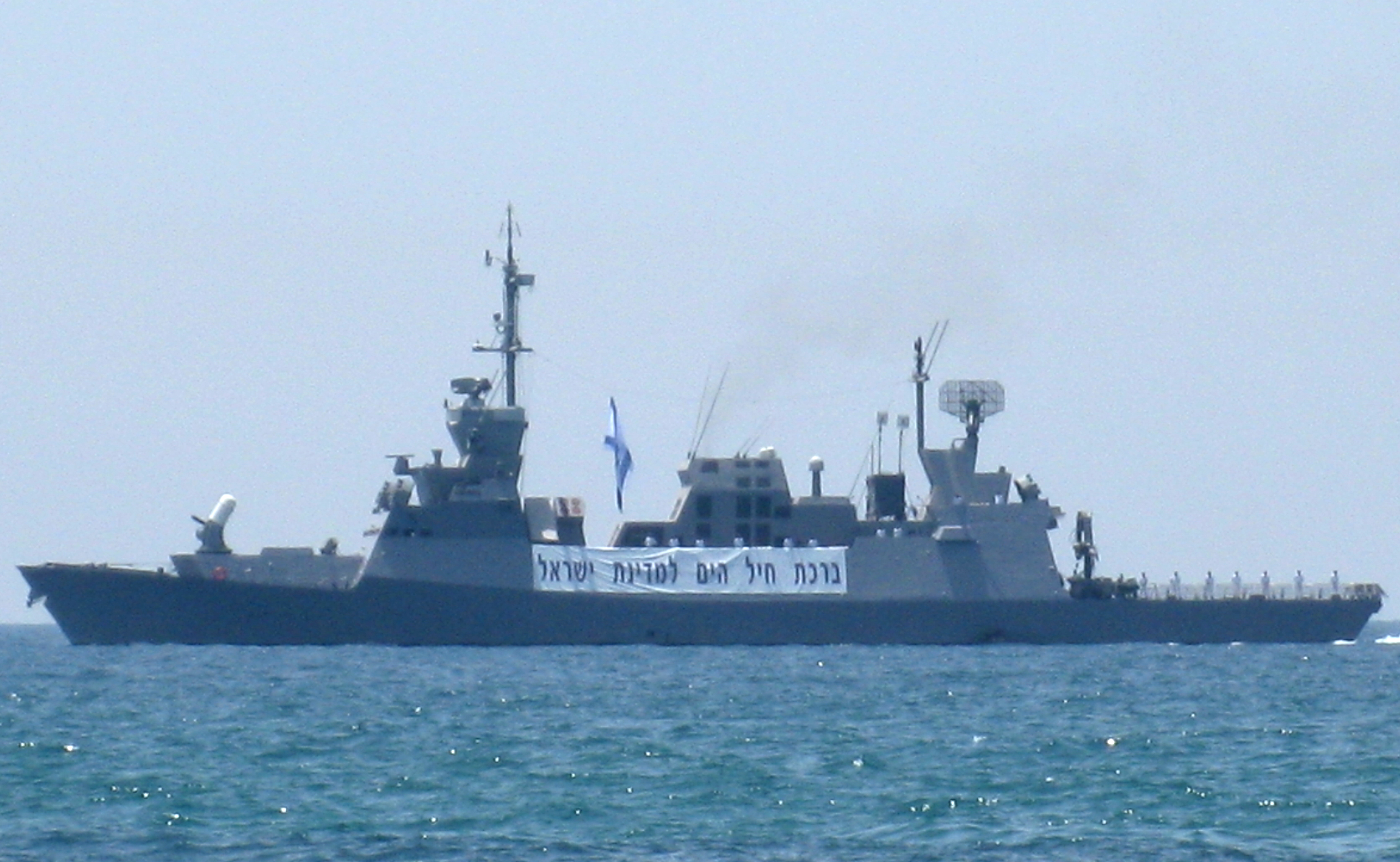
корвет типа «Саар 5»

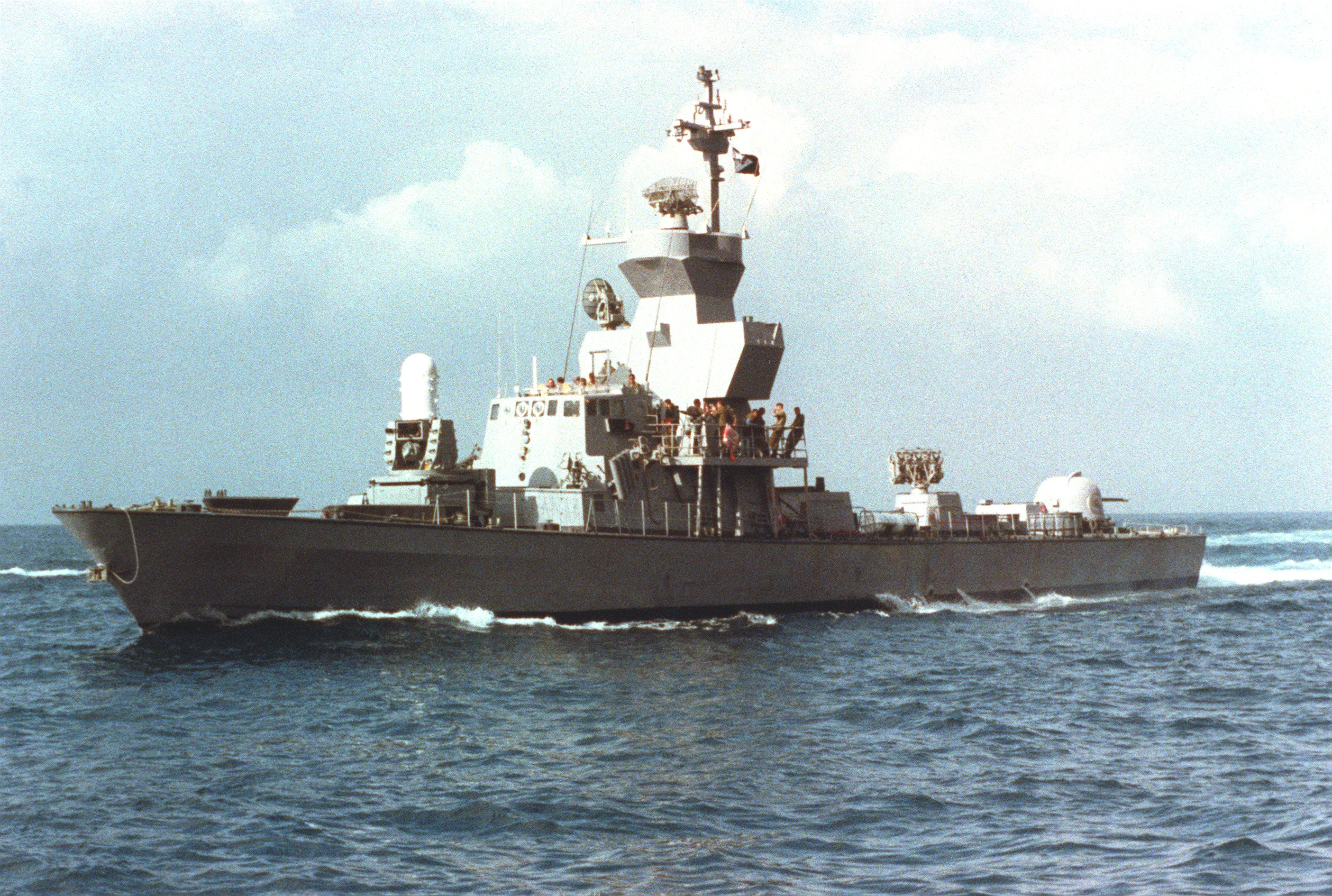
ракетный катер типа «Саар-4,5» АХИ «Хец»

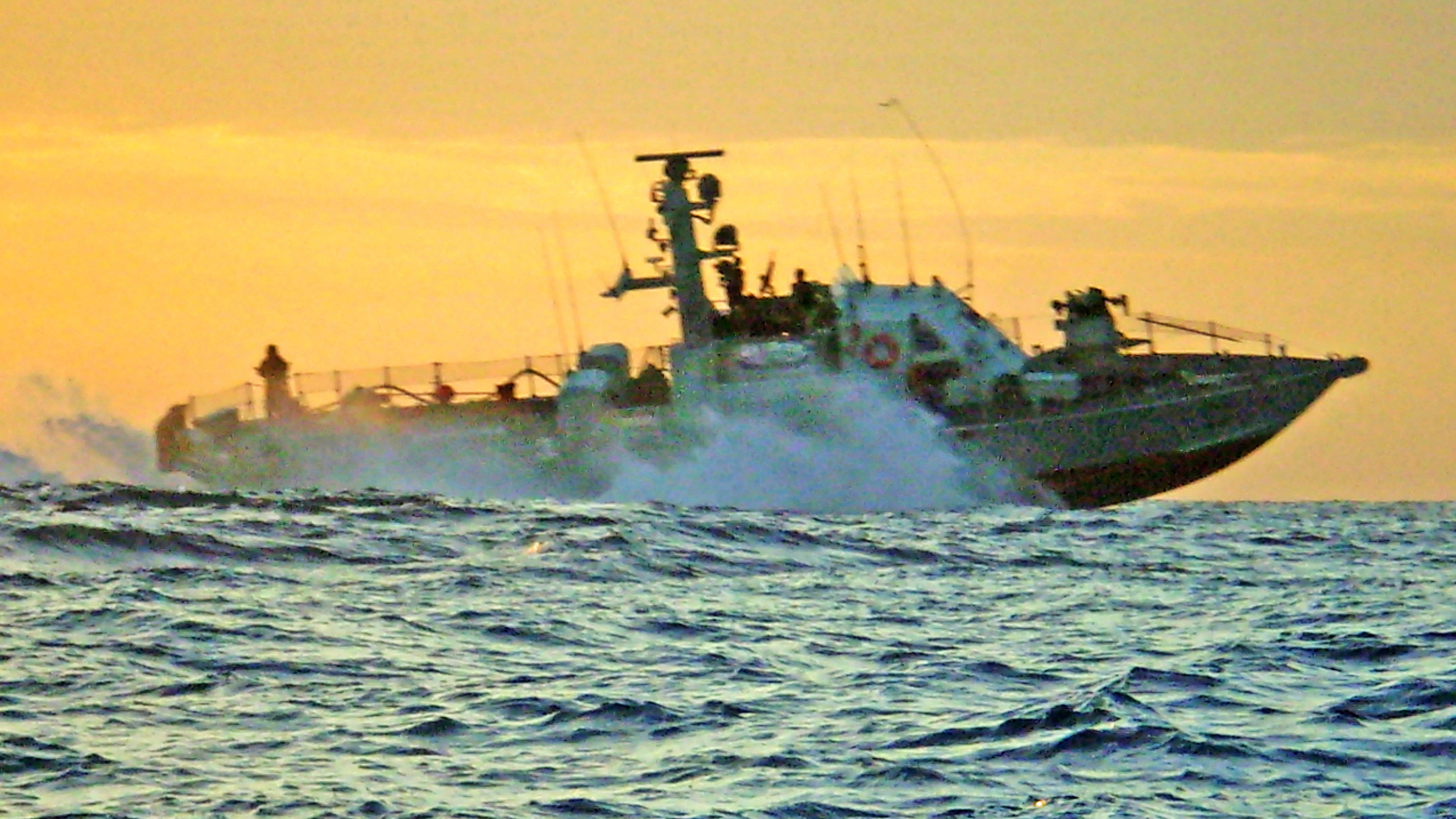
сторожевой катер типа «Супер Двора»

##### Подводные лодки «Дольфин»
Подводные лодки «Дольфин» строились в Германии в Киле. Работать над проектом начали ещё в 1986 году, но из-за высокой стоимости работы заморозили (по некоторым данным стоимость строительства одной ПЛ составляла 300—350 млн долларов). Строительство продолжилось лишь в 1994 году. Конструкция данных лодок близка к немецкому типу 212. В 2006 году Израиль заказал в Германии постройку ещё двух ПЛ этого типа, а 5 мая 2011 года была опубликована информация о переговорах между Израилем и Германией о постройке шестой подводной лодке этого типа.

##### Корветы типа «Саар 5»
Корветы типа «Саар-5» строились в США на верфях «Ингольс». Первоначально планировалось заказать 4 единицы этих кораблей, но по финансовым причинам ограничились тремя. Работы на кораблях завершились в 1997 году. Основное назначение корабля — флагман эскадры ракетных катеров, обеспечение их ПВО и ПЛО, а также целеуказание с помощью бортового вертолёта. На начало 2004 года сообщалось о том, что Израиль заказал постройку ещё 5 кораблей этого типа. Четыре из них были куплены и вступили в состав ВМС в декабре 2014 года.

##### Ракетные катера типа «Саар-4,5»
Ракетные катера типа «Саар-4,5» в настоящее время составляют основную часть корабельного состава ВМС. До этого типа модифицировались более старые катера «Решеф». В настоящее время в строю ВМС находится 8 катеров этого типа.

##### Сторожевые катера «Супер Двора»
Сторожевые катера «Супер Двора» — более новая версия катеров «Дабур», в настоящее время в составе ВМС находится 13 таких катеров. В сентябре 2013 года заказаны дополнительно три сторожевых катера модели «Супер Двора-3», по сообщению прессы, в июле 2016 года один передан флоту а два планируется сдать до конца года. Также строятся на экспорт (поставки в Эритрею, Индию и Шри-Ланку).

##### Сторожевые катера «Шальдаг»
Сторожевые катера «Шальдаг» были заказаны в 2002 году, первый катер был передан ВМС в конце 2003 года. Характеристики данного катера практически идентичны характеристикам катеров типа «Супер Двора».

##### Сторожевые катера «Нахшоль»
Сторожевые катера «Нахшоль» были закуплены в ЮАР в 1998 году. Базируются в Эйлате, основная их задача — патрулирование территориальных вод.

### Спецназ ВМС
13-я флотилия ВМС Израиля или Шайетет 13 (ивр. שייטת 13‎) — подразделение особого назначения военно-морских сил Израиля. Одна из самых элитных частей в вооружённых силах Израиля, занимающаяся наземными и морскими операциями в тылу противника. Состав и деятельность части засекречены.

## Техника и вооружение
| Тип                           | Производство                  | Назначение                    | Примечания                                                                                      |                               |                               |
| Стрелково-пушечное вооружение | Стрелково-пушечное вооружение | Стрелково-пушечное вооружение | Стрелково-пушечное вооружение                                                                   | Стрелково-пушечное вооружение | Стрелково-пушечное вооружение |
| ----------------------------- | ----------------------------- | ----------------------------- | ----------------------------------------------------------------------------------------------- | ----------------------------- | ----------------------------- |
| 76 mm/62 Compact              | Италия                        | универсальная артиллерия      |                                                                                                 |                               |                               |
| M61 Vulcan                    | США                           | пушка схемы Гатлинга          | В составе Mark 15 Phalanx CIWS                                                                  |                               |                               |
| M242 Bushmaster               | США                           | 25-мм автоматическая пушка    | В составе дистанционно управляемого боевого модуля Typhoon Weapon Station                       |                               |                               |
| Ракетное вооружение           |                               |                               |                                                                                                 |                               |                               |
| RGM-84 Harpoon                | США                           | противокорабельная ракета     | вариант противокорабельной ракеты «Гарпун» для запуска с надводных кораблей                     |                               |                               |
| UGM-84C Block 1B Harpoon      | США                           | противокорабельная ракета     | вариант противокорабельной ракеты «Гарпун» для запуска через торпедные аппараты подводных лодок |                               |                               |
| Gabriel II/Gabriel V          | Израиль                       | противокорабельная ракета     |                                                                                                 |                               |                               |
| Барак-1/Барак-8               | Израиль                       | ЗРК                           | Барак-1 — тактический ЗРК, Барак-8 — ЗРК малой и средней дальности.                             |                               |                               |
| C-Dome                        | Израиль                       | тактическая система ПРО       | морской вариант системы ПРО Железный купол. Устанавливается на корветтах типа «Саар-6».         |                               |                               |
| Торпедное вооружение          |                               |                               |                                                                                                 |                               |                               |
| Mark 54                       | США                           | торпеда                       | В составе палубных пусковых установок Mark 32 SVTT                                              |                               |                               |
| Mark 46                       | США                           | торпеда                       | В составе палубных пусковых установок Mark 32 SVTT                                              |                               |                               |
| SeaHake/SeaHake mod 4         | Германия                      | торпеда                       | для торпедных аппаратов подводных лодок                                                         |                               |                               |
| Кавед                         | ?                             | торпеда                       | для торпедных аппаратов подводных лодок                                                         |                               |                               |

## Префикс кораблей и судов
Корабли и суда ВМФ Израиля имеют префикс אח"י — транслит.: АХИ (ивр. אניית חיל הים‎ — транслит.:оният хейль ха-ям — корабль морских сил).

## Флаги кораблей и судов
| Флаг Израиля                  | Военно-морской флаг Израиля       | Вымпел                 | Флаг Командующего ВМС | Брейд-вымпел старшего на рейде |
| ----------------------------- | --------------------------------- | ---------------------- | --------------------- | ------------------------------ |
|                               |                                   |                        |                       |                                |
| Используется в качестве гюйса | Поднимается на кормовом флагштоке | Вымпел боевых кораблей |                       |                                |

| Морской флаг Начальника Генштаба | Морской флаг министра обороны Израиля | Морской флаг премьер-министра Израиля | Морской флаг Президента Израиля |
| -------------------------------- | ------------------------------------- | ------------------------------------- | ------------------------------- |
|                                  |                                       |                                       |                                 |

## Звания и знаки различия

### Адмиралы и офицеры
| Категории   | Адмиралы     | Адмиралы      | Адмиралы           | Старшие офицеры    | Старшие офицеры    | Старшие офицеры   | Младшие офицеры   | Младшие офицеры | Младшие офицеры |
| ----------- | ------------ | ------------- | ------------------ | ------------------ | ------------------ | ----------------- | ----------------- | --------------- | --------------- |
| Погоны      |              |               |                    |                    |                    |                   |                   |                 |                 |
| ВМС Израиля | Алуф         | Taт-алуф      | Алуф-мишне         | Сган-алуф          | Рав-серен          | Серен             | Сеген             | Сеген-мишне     |                 |
| ВМФ России  | Вице-адмирал | Контр-адмирал | Капитан 1-го ранга | Капитан 2-го ранга | Капитан 3-го ранга | Капитан-лейтенант | Старший лейтенант | Лейтенант       |                 |

### Подофицеры и матросы
| Категории   | Подофицеры | Подофицеры      | Подофицеры       | Подофицеры          | Подофицеры       | Сержанты и старшины          | Сержанты и старшины | Сержанты и старшины    | Сержанты и старшины    | Матросы | Матросы |
| ----------- | ---------- | --------------- | ---------------- | ------------------- | ---------------- | ---------------------------- | ------------------- | ---------------------- | ---------------------- | ------- | ------- |
| Погоны      |            |                 |                  |                     |                  |                              |                     |                        |                        | нет     |         |
| ВМС Израиля | Рав-нагад  | Рав-нагад-мишне | Рав-самаль бахир | Рав-самаль миткадем | Рав-самаль ришон | Рав-самаль                   | Самаль ришон        | Самаль                 | Рав-турай              | Турай   |         |
| ВМФ России  | нет        | нет             | Старший мичман   | нет                 | Мичман           | Главный корабельный старшина | Главный старшина    | Старшина первой статьи | Старшина второй статьи | Матрос  |         |

### Знаки на головные уборы

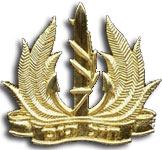
Общий знак

## Командующие ВМС Израиля
- Март 1948 — май 1948 — Гершон Зак (глава «Морской службы»)
- Май 1948 — 16 мая 1949 — Пол Шулман (Шауль Бен-Цви)
- 16 мая 1949 — 14 декабря 1950 — Шломо Шамир
- 14 декабря 1950 — 1 июля 1954 — Мордехай Лимон
- 1 июля 1954 — 1 января 1960 — Шмуэль Танкус (Тенэ)
- 1 марта 1960 — 1 января 1966 — Йохай Бин-Нун
- 1 января 1966 — 1 сентября 1968 — Шломо Эрель
- 1 сентября 1968 — 1 сентября 1972 — Авраам Боцер
- 1 сентября 1972 — 23 сентября 1976 — Биньямин Телем
- 23 сентября 1976 — 12 января 1979 — Михаэль (Йоми) Баркаи
- 12 января 1979 — 31 января 1985 — Зеэв Альмог
- 31 января 1985 — 1 февраля 1989 — Авраам Бен-Шошан
- 1 февраля 1989 — 7 июля 1992 — Миха Рам
- 7 июля 1992 — 1 января 1996 — Ами (Амихай) Аялон
- 1 января 1996 — 2 января 2000 — Алекс Таль
- 2 января 2000 — 23 сентября 2004 — Йедидья Яари
- 23 сентября 2004 — 8 октября 2007 — Давид Бен Баашат
- 8 октября 2007 — 6 октября 2011 — Элиэзер (Чайни) Маром
- 6 октября 2011 — 27 сентября 2016 — Рам Ротберг
- 27 сентября 2016 — 2 сентября 2021 — Эли Шарвит
- 2 сентября 2021 — н. в. — Давид Саар Салама